# Мировни уговор са Италијом (1947)
Мировни уговор са Италијом, који је био један од Париских мировних уговора, потписан је 10. фебруара 1947. године између Италије и сила побједница у Другом свјетском рату, формално окончавајући непријатељства. Општи ефекат мировни уговор је постигао 15. септембра 1947. године.